# ニコラオス・ティス・エラザス (1872-1938)
ニコラオス・ティス・エラザス・ケ・ザニアス（ギリシア語: Νικόλαος της Ελλάδας και Δανίας, 1872年1月22日 - 1938年2月8日）は、ギリシャ王ゲオルギオス1世とその妻オルガ王妃との間の三男（第4子）。グリュックスブルク家の一員であり、ギリシャ王子およびデンマーク王子の称号を有した。父方の従兄であるロシア皇帝ニコライ2世と区別するため、「ギリシャのニッキー」の愛称で呼ばれた。

## 人物
ニコラオスは画家として知られたほか、兄のコンスタンティノスおよびゲオルギオスと一緒に1896年アテネオリンピック開催に尽力したことでも有名である。オリンピック競技がギリシャで復活したのは393年以来のことであった。ニコラオスは射撃競技の責任者を務めた。
ニコラオスは1913年、父ゲオルギオス1世がテッサロニキで暗殺されたときに、父の死はドイツ諜報機関の差し金だと発言して、国際問題を引き起こした。こうした説を持ち出したのは、兄コンスタンティノスの即位に伴って新王妃となったドイツ人の義姉ソフィア（ドイツ皇帝ヴィルヘルム2世の妹）への嫌がらせだったと思われる。
ニコラオスは1938年にアテネで亡くなり、タトイ宮殿にある王家の地下納骨堂に埋葬された。

## 結婚と子女
1902年に、ロシア皇帝アレクサンドル2世の孫娘で、自身の又従妹にあたるロシア大公女エレナ・ウラジーミロヴナと結婚した。エレナはニコライ2世の処刑後にロシア皇帝を自称したキリル・ウラジーミロヴィチ大公の妹にあたる。夫妻は3人の娘をもうけた。娘たちはいずれも美女として有名であった。
- オルガ（1903年 - 1997年） - 1923年、ユーゴスラヴィア王子・摂政宮パヴレと結婚
- エリサヴェト（1904年 - 1955年） - 1934年、カール・テオドール・ツー・テーリンク＝イェッテンバッハ伯爵と結婚
- マリナ（1906年 - 1968年） - 1934年、イギリス王子・ケント公ジョージと結婚